# Bukowna
Bukowna – wieś w Polsce, w województwie dolnośląskim, w powiecie lubińskim, w gminie Lubin.

## Podział administracyjny
W latach 1975–1998 miejscowość administracyjnie należała do województwa legnickiego.

## Zabytki
Do wojewódzkiego rejestru zabytków wpisany jest:
- park, z początku XX w.